# 対バン
対バン（たいばん）とは、ライブハウスなどにおいて複数の出演者が対抗し、競い合うこと。
通常はタイムテーブルで割り当てられた演奏時間を各出演者が担当する。
似たような形式にロック・フェスティバルがあるが、対バンは特にライブハウス規模でのイベントに対して使われる。
出演者が2組や3組の対バンライブは「ツーマンライブ」や「スリーマンライブ」などとも呼ばれることもある。

## 概要
1980年代で流行した「タイマン」（manタイman）という暴力行為に習い、対抗するバンド同士が客数を競い合う「バンド同士の対決」が語源であるとみられている。現在ではバンド以外のアイドルライブなどでも使われることがある。
誤用が広まり、「対バンする」や「対バン相手」など、ほぼ「共演」や「競演」と同じ意味でも使われることがある。。
オープニングアクトは、対バン出演者とは区別され、出演者リストにもオープニングアクトであることが表記される。ジャスのライブ演奏会の場合には「ジョイント」の語がほぼ同義語として使われることもある。

## 対バン形式のメリット
出演者は各出演者が集客したファンに自分たちの演奏を観てもらうことで、新たなファンの獲得につながる。また、観客は一度に複数アーティストを観られることによる相乗効果や、思いがけず好みのアーティストに出会う機会が期待される。
メインのバンド以外に前座を設定することにより、盛り上げを期待できる。また、単独では集客を見込めない場合に、複数アーティストが集まることによって集客を増やし、公演を成立させたり、より大きな会場での公演を実現することができる。公演当たりの演奏時間が短いことから、公演数を増やすこともできる。
複数の出演者が集まることによって、公演の準備・運営に掛かる労力やリスクを分散できる

## 対バン形式のデメリット
「バンド同士の対決」という意味合いはやや薄まってきてはいるものの、それぞれのバンドの客数による収益の差、チケットノルマなどがあることから、集客数による上下関係などが表面化しやすい。メインのバンドが最終の登場、つまり「トリ」となることがほとんどだが、そのための対バン探しとなり、前座、引き立て役などとなるケースも多々ある。